# Three Thousand Years of Longing
Three Thousand Years of Longing (Tres mil anys esperante) és una pel·lícula nord-americana-australiana del gènere fantasia fosca, dirigida per George Miller. El director va escriure el guió a l'animació amb Augusta Gore, adaptant el llibre de relats del 1994 The Djinn in the Nightingale's Eye, de l'escriptora anglesa A. S. Byatt. Ha estat subtitulada al català.
La pel·lícula té com a protagonistes Idris Elba com el geni alliberat, i Tilda Swinton com la professora que l'allibera i a qui li explica la seva història.

## Repartiment
- Idris Elba com el geni
- Tilda Swinton com Alithea Binnie
  - Alyla Browne com la jove Alithea Binnie
- Aamito Lagum com la Reina de Saba[2]
- Burcu Gölgedar com Zefir[2]
- Matteo Bocelli com el príncip Mustafa[2]
- Kaan Guldur com Murad IV
- Jack Braddy com Ibrahim I
  - Hugo Vella com el jove Ibrahim
- Pia Thunderbolt com Ezgi
- Anna Adams com Sugar Lump
- David Collins com Jocular Storyteller

## Producció
L'octubre de 2018 es va anunciar que George Miller estava treballant en el guió de la pel·lícula, adaptació del llibre The Djinn in the Nightingale's Eye d'A. S. Byatt i que començaria a filmar-se el 2019. Idris Elba i Tilda Swinton van ser anunciats com a protagonistes de la pel·lícula al mateix mes. En una entrevista el juliol de 2019, Miller va declarar que la pre-producció de la pel·lícula començaria a finals de 2019 i que la filmació començaria el 2 de març de 2020 entre Austràlia, Turquia i el Regne Unit. Tanmateix, es va endarrerir com a resultat de la pandèmia de COVID-19. Finalment va iniciar el rodatge el novembre de 2020 a Austràlia.

## Llançament
La pel·lícula es va estrenar al Festival de Cinema de Cannes de 2022, el 20 de maig de 2022, on va rebre una ovació de peu de sis minuts per part del públic. Als Estats Units, es va estrenar el 26 d'agost de 2022.